# Gaudí al millor guió original
La següent llista és la dels guionistes i les pel·lícules nominats i guanyadors del Premi Gaudí al Millor guió original, des de l'any 2009, quan es van crear. Anteriorment aquesta categoria s'havia nomenat Gaudí al millor guió, fins que en la 15a edició es va desdoblar canviant el nom (afegint "original") i creant un altre (Millor guió adaptat).

## Palmarès
| Any                                              | Guionistes                                                  | Pel·lícula                                         |
| ------------------------------------------------ | ----------------------------------------------------------- | -------------------------------------------------- |
| 2009                                             | Xavi Puebla i Jesús Gil Vilda                               | Benvingut a Farewell-Gutmann                       |
| 2009                                             | Ventura Pons i Sergi Belbel                                 | Forasters                                          |
| 2009                                             | Ángeles Diemant-Hartz, Josep Antoni Salgot Vila i Luis Vega | Myway                                              |
| 2009                                             | Albert Espinosa                                             | No em demanis que et faci un petó perquè te'l faré |
| 2010                                             | Edmon Roch, Isaki Lacuesta i María Hervera                  | Garbo, l'home que va salvar el món                 |
| 2010                                             | Marc Recha i Nadine Lamari                                  | Petit indi                                         |
| 2010                                             | Mar Coll iValentina Viso                                    | Tres dies amb la família                           |
| 2010                                             | Marta Molins, Joan Riedweg i Abel Folk                      | Xtrems                                             |
| 2011                                             | Agustí Villaronga                                           | Pa negre                                           |
| 2011                                             | Chris Sparling                                              | Buried                                             |
| 2011                                             | Albert Espinosa i Pau Freixas                               | Herois                                             |
| 2011                                             | Agustí Vila                                                 | La mosquitera                                      |
| 2012                                             | Alberto Marini                                              | Mentre dorms                                       |
| 2012                                             | Sergi Belbel, Cristina Clemente, Martí Roca i Aintza Serra  | Eva                                                |
| 2012                                             | Daniel Faraldo i Ramon Térmens                              | Catalunya über alles!                              |
| 2012                                             | Ignacio Martínez de Pisón                                   | Chico i Rita                                       |
| 2013                                             | Tomàs Aragay i Cesc Gay                                     | Una pistola a cada mà                              |
| 2013                                             | Pablo Berger                                                | Blancaneu                                          |
| 2013                                             | Patricia Ferreira i Virginia Yagüe                          | Els nens salvatges                                 |
| 2013                                             | Albert Sánchez Piñol                                        | El bosc                                            |
| 2014                                             | Neus Ballús i Pau Subirós                                   | La plaga                                           |
| 2014                                             | Jordi Cadena i Núria Villazán                               | La por                                             |
| 2014                                             | Mar Coll i Valentina Viso                                   | Tots volem el millor per a ella                    |
| 2014                                             | Àlex Pastor i David Pastor                                  | Els últims dies                                    |
| 2015                                             | Carlos Marques-Marcet i Clara Roquet                        | 10.000 km                                          |
| 2015                                             | Daniel Monzón i Jorge Guerricaechevarría                    | El Niño                                            |
| 2015                                             | Jaime Rosales i Enric Rufas                                 | Bella joventut                                     |
| 2015                                             | Lluís Miñarro i Sergi Belbel                                | Stella Cadente                                     |
| 2016                                             | Cesc Gay i Tomàs Aragay                                     | Truman                                             |
| 2016                                             | Agustí Villaronga                                           | El Rey de La Habana                                |
| 2016                                             | Eduard Sola, Daniel González i Eric Navarro                 | Barcelona, nit d'hivern                            |
| 2016                                             | Sergi Pérez, Eric Navarro i Roger Padilla                   | El camí més llarg per tornar a casa                |
| 2017                                             | Isa Campo, Isaki Lacuesta i Fran Araújo                     | La propera pell                                    |
| 2017                                             | Carles Torras i Martín Bacigalupo                           | Callback                                           |
| 2017                                             | Marc Crehuet                                                | El rei borni                                       |
| 2017                                             | Marcel Barrena                                              | 100 metros                                         |
| 2018                                             | Carla Simón                                                 | Estiu 1993                                         |
| 2018                                             | Carlos Marqués-Marcet i Jules Nurrish                       | Anchor and Hope                                    |
| 2018                                             | Coral Cruz i Agustí Villaronga                              | Incerta glòria                                     |
| 2018                                             | Isabel Coixet                                               | La llibreria                                       |
| 2019                                             | Celia Rico                                                  | Viaje al cuarto de una madre                       |
| 2019                                             | Clara Roquet, Jaime Rosales i Michel Gaztambide             | Petra                                              |
| 2019                                             | Elena Trapé, Josan Hatero i Miguel Ibáñez Monroy            | Les distàncies                                     |
| 2019                                             | Fran Araújo, Isa Campo i Isaki Lacuesta                     | Entre dos aguas                                    |
| 2020                                             | Belén Funes i Marçal Cebrián GAC                            | La hija de un ladrón                               |
| 2020                                             | Carlos Marqués-Marcet, Clara Roquet i Coral Cruz            | Els dies que vindran                               |
| 2020                                             | Lucía Alemany i Laia Soler                                  | La innocència                                      |
| 2020                                             | David Desola i Pedro Rivero                                 | El hoyo                                            |
| 2021                                             | Nuria Giménez Lorang                                        | My Mexican Bretzel                                 |
| 2021                                             | Cesc Gay                                                    | Sentimental                                        |
| 2021                                             | Icíar Bollaín i Alicia Luna                                 | La boda de Rosa                                    |
| 2021                                             | Pilar Palomero                                              | Las niñas                                          |
| 2022                                             | Clara Roquet                                                | Libertad                                           |
| 2022                                             | Agustí Villaronga                                           | El ventre del mar                                  |
| 2022                                             | Neus Ballús i Margarita Melgar                              | Sis dies corrents                                  |
| 2022                                             | Juanjo Giménez Peña i Pere Altimira                         | Tres                                               |
| 2023                                             | Carla Simón i Arnau Vilaró                                  | Alcarràs                                           |
| 2023                                             | Albert Serra                                                | Pacifiction                                        |
| 2023                                             | Mikel Gurrea i Francisco Kosterlitz                         | Suro                                               |
| 2023                                             | Pilar Palomero                                              | La maternal                                        |
| 2024                                             | Juan Sebastián Vásquez i Alejandro Rojas                    | Upon Entry                                         |
| 2024                                             | Estibaliz Urresola Solaguren                                | 20.000 especies de abejas                          |
| 2024                                             | Isa Campo, Andrea Queralt i Víctor Iriarte                  | Sobre todo de noche                                |
| 2024                                             | Clara Roquet i Elena Martín                                 | Creatura                                           |
| 2025                                             |                                                             |                                                    |
| Isaki Lacuesta i Fernando Navarro                | Segundo premio                                              |                                                    |
| Marcel Barrena i Alberto Marini                  | El 47                                                       |                                                    |
| Carlos Marques-Marcet, Clara Roquet i Coral Cruz | Polvo serán                                                 |                                                    |
| Eduard Solà                                      | Casa en flames                                              |                                                    |